# Kisgézsény
Kisgézsény (1899-ig Hazsina, szlovákul: Hažín nad Cirochou) község Szlovákiában, az Eperjesi kerület Homonnai járásában.

## Fekvése
Homonnától 4 km-re keletre, a Ciróka-patak bal oldalán fekszik.

## Története
A község határában már a 9. században szláv település volt.
A 11–12. században egy kisebb vár is állt itt, amely azonban elpusztult és nem építették újjá. A község első említése Károly Róbert 1317-ben kibocsátott oklevelében történik, amikor a környező birtokokat Gézsénnyel együtt hívének, Drugeth Fülöpnek adja. Ettől kezdve a homonnai uradalom részeként egészen a 17. századig a Drugethek birtoka. 1567-ben 7 és fél porta után adózik a királynak, de a jobbágyokon kívül ekkor az adózás alól felmentett szabad családok is laktak itt. 1600-ban 9 jobbágyportán kívül a bírói tisztséget betöltő soltész háza állt a településen. A kis falvak közé tartozott, melynek lakói a 16. századtól elszegényedtek. 1623-ban mindössze 3 adózó háztartás volt a községben, melyek adójukat terményben rótták le. A 18. század elején a harcok következtében a falu teljesen elnéptelenedett. Még 1715-ben is puszta volt, de 1720-ban már újra 11 háztartással rendelkezett. Földesurai a Dravecz és Csáky családok voltak, majd a Nagy család szerzett itt kiterjedt birtokot, melyre kastélyt is építtetett. Kihalásuk után az Andrássy család lett a község birtokosa. 1787-ben a faluban 54 házat és 430 lakost számláltak.
A 18. század végén Vályi András így ír róla: „HASINA. Tót falu Zemplén Várm. földes Urai több Uraságok, lakosai katolikusok, többen oroszok, fekszik Homonnához 1/4, dél. pedig Laczfalvához 1/2 órányira, gabonát, és zabot középszerűen terem, 3 nyomásbéli határja, árpát, és búzát középszerűen terem, erdőjök tsekély, réttye szűken van, piatza Homonnán.”
1828-ban 77 házában 588 lakos élt. A 19. században téglagyára épült és két malom is működött a községben.
Fényes Elek 1851-ben kiadott geográfiai szótárában így ír a faluról: „Haszina, orosz-tót falu, Zemplén vmegyében, Homonna fil. 150 romai, 423 g. kath., 3 evang., 10 zsidó lak. Szentegyháza mind a két hitüekkel közös. Szántóföldje 507 hold. F. u. Ujházy. Ut. p. Nagy-Mihály.”
Borovszky Samu monográfiasorozatának Zemplén vármegyét tárgyaló része szerint: „Kisgézsény, azelőtt Hazsina, laborczmenti tót kisközség 76 házzal és 432 lakossal, kiknek nagyobb része gör. kath. vallású. Postája Nagykemencze, távírója és vasúti állomása Homonna. Első birtokosául, 1450-ben, Csontos Jánost és a Drugetheket ismerjük. 1462-ben Novai Györgyöt, 1489-ben Eödönffi Andrást, 1551-ben Kenderessy Balázst és 1589-ben Körtvélyesy Eufrozinát iktatják egyes részeibe. 1598-ban már Kenderesy Balázs özvegye, Homonnai István, György és Borbála, Gyuricskó János, Fejér Illés, és Taros István szerepelnek birtokosaiul. Azután a Szirmayakat is itt találjuk, 1747-ben Dravetzky László nyer iktató-parancsot. 1774-ben Barkóczy Imre, Berthóty Pál, Tomsics György és Vladár Pál, majd a gróf Csákyak s a Nagy család a földesurai. Most gróf Andrássy Gézának és Sándornak van itt nagyobb birtokuk, uradalmi erdészeti hivataluk, téglagyáruk s egy régi kúriájok, melyet még a Nagy család építtetett. A gör. kath. templom a mult század elején épült. Ez a község még arról is nevezetes, hogy itt történt az országban az első tagosítás, még az idevonatkozó törvény életbelépte előtt.”
1920 előtt Zemplén vármegye Homonnai járásához tartozott.
1944 novemberében a front közeledtével lakosságát evakuálták és november 26-án foglalta el a Vörös Hadsereg. Termelőszövetkezete 1958-ban alakult. 1966 és 1990 között Nagykemencéhez tartozott.

## Népessége
| Év:            | 1994. | 2004.    | 2014.   | 2024.   |
| -------------- | ----- | -------- | ------- | ------- |
| Emberek száma: | 609   | 709      | 675     | 654     |
| Eltérés:       |       | +16,42 % | -4,79 % | -3,11 % |

| Év:            | 2023. | 2024.   |
| -------------- | ----- | ------- |
| Emberek száma: | 665   | 654     |
| Eltérés:       |       | -1,65 % |

1910-ben 413, túlnyomórészt szlovák lakosa volt.
2001-ben 680 lakosából 670 szlovák volt.
2011-ben 702 lakosából 667 szlovák.

## Híres emberek
- Itt született 1953. október 28-án Ján Babjak görögkatolikus püspök.

## Nevezetességei
Mihály arkangyal tiszteletére szentelt görögkatolikus temploma 1772-ben épült.

## Külső hivatkozások
- Hivatalos oldal
- Községinfó
- Kisgézsény Szlovákia térképén
- Travelatlas.sk
- E-obce.sk Archiválva 2009. február 23-i dátummal a Wayback Machine-ben